# Рупелски пролом
Рупелският пролом или Рупелското дефиле (на гръцки: Ρούπελ или Στενωπό του Ρούπελ, Стенопо ту Рупел) е живописен пролом на река Струма (10-и по ред по течението ѝ) в Северна Гърция, между източните склонове на планината Беласица на запад, и западните склонове на Сенгелска планина на изток. Свързва малкото Марикостенско поле в България на север със Сярското поле на юг. Проломът носи името на обезлюдено днес село Рупел, прекръстено през 1926 година на Клиди.
Проломът е с епигенетичен произход и е всечен в терциерни и кристалинни скали, изграждащи съответно западните части на Сенгелска планина и източните части на Беласица. Дължината му е около 10 km, а средната му надморска височина – около 60 m. Характерен е с асиметричните си долинни склонове – западните към Беласица са стръмни, а източните към Сенгелска планина – полегати.
През Рупелския пролом духа северният рупелски вятър на юг към Сярското поле.
Започва южно от село Драготин (прекръстено през 1927 година на Промахон), разположено непосредствено до ГКПП Кулата-Промахон след границата на около 69 m н.в. и се насочва на юг. След около 5 km, в района на бившето село Рупел е средата му и тук надморската височина е около 60 m. Северозападно от малкото селище Валовищки бани излиза от пролома на 52 m н.в. и навлиза в северната част на Сярското поле.
През него преминава един от главните въздушни коридори за миграция на прелетните птици от Европа към Африка – Виа Аристотелис.
На 22 – 23 октомври 1912 година Седма рилска дивизия настъпва и преодолява Рупелския пролом. Нейната Трета бригада освобождава Валовища от османска власт. Дивизията продължава настъплението си към Солун, в който след победоносния бой при Айватово влиза на 27 октомври 1912 година.

По цялата дължина на пролома, от север на юг, на протежение от 10 km преминава участък от Европейския пътен коридор Е79.
Успоредно на шосето през пролома преминава и участък от около 10 km от трасето на жп линията София – Благоевград – Кулата – Атина. През 1941 г. през пролома БДЖ прокарва последния участък от 14 km на железопътната линия, свързваща София с Валовища. Тя е тържествено открита на 8 декември 1941 година от министъра на благоустройството Димитър Василев. С връщането на гръцката власт, жп линията е разрушена и прекъсната за 20 години, след което отново е в експлоатация.
Страбон споменава Рупелския пролом, без да го назовава: „И мечките от Хераклея и проломите, през които се пренася Стримон...“ (География VII, 36). Първото историческо сведение за Рупелския пролом е от 1255 година, когато по времето на Въстанието на Драгота българите се укрепили в пролома: («…τὴν τοῦ Ρουπελίου δυσχωρίαν, καθ' ἣν ὁ ποταμὸς Στρυμὼν ῥεῖ, δυσὶ συγκλειόμενος ὄρεσιν…»).

## Топографска карта
- Лист от карта K-34-95. Мащаб: 1 : 100 000.
- Лист от карта K-34-107. Мащаб: 1 : 100 000.